# Karl Gerhardts
Karl Gerhardts (* 18. Januar 1892; † 1961) war ein deutscher Turn- und Sportfunktionär.
Gerhardts kam aus dem Turnverein Haan 1863, den sein Onkel mitbegründet hatte. Seine erste Tätigkeit im Verein war neben dem aktiven Turnen die des Beitragskassierers. Er wurde zu Beginn des Ersten Weltkrieges bei Namur verwundet und konnte fortan nicht mehr selbst turnen.
Nach dem Ersten Weltkrieg war er Spielwart des Niederbergischen Turngaus und im Führungsgremium des Turnkreis VIIIb der Deutschen Turnerschaft. Er war an der Organisation zahlreicher Turnfeste beteiligt.
Gerhardts arbeitete nach dem Zweiten Weltkrieg zunächst im Arbeitsausschuss Deutsches Turnen war von 1950 bis 1962 stellvertretender Bundesvorsitzender des Deutschen Turner-Bundes (DTB) und an dessen Wiederaufbau nach dem Zweiten Weltkrieg beteiligt.
Im November 1952 nahm Gerhardts die Auswertung der Leistungen der deutschen Olympiaturner und Turnerinnen vor.
Gerhardts war engster Mitarbeiter des Vorsitzenden des Deutschen Turner-Bundes Walter Kolb und wurde auch als "Innenminister" des DTB bezeichnet.
Im Dezember 1961 erlag er einem Schlaganfall.